# GAA5000
Die GAA5000 (Gebäudeautomatisierungsanlage 5000) war ein Computer der als Leitzentrale für Wohn- und Öffentliche Gebäude zum Einsatz kam. Mithilfe des staatlichen Wohnungsbauprogramm der DDR fand er größere Verbreitung.

## Technik
Der Computer inklusive Monitor ANA-000 war in einem großen Metallgehäuse untergebracht. Die Tastatur vom Typ K7610 war nicht fest eingebaut und konnte bei Bedarf einfach ersetzt werden. Sie war mit einem Preis von 4541,00 M eine der teuersten Modelle in der DDR.
Das Bus-System basiert auf dem  Standard EIA-422, verwendet aber 60VDC als maximale Ausgangsspannung. Der Arbeitsspeicher des Rechnern der Leitzentrale und der Automatisierungsstationen konnte jeweils bis zu 64 KB groß sein. Teile des RAMs konnten mittels Akku gepuffert werden.

### Peripherie
- Leitzentrale „L800“
- Lochbandleser- und Stanzer
- Drucker SD1156
- Fernschreiber F1200[3]